# Albert Weber (dialectologue)
Pour les articles homonymes, voir Albert Weber (homonymie) et Weber.
Albert Weber, né le 16 juillet 1883 à Tann (en) (un village de la commune de Dürnten) en Suisse) et mort le 17 mai 1957 à Mexico au Mexique, est un dialectologue suisse.

## Biographie
Albert Weber est le fils d'Albert, un serrurier, et de Seline Spörri. Il suit une formation d'instituteur au Lehrerseminar (de) de Küsnacht. Il poursuit avec une formation de maître secondaire à l'université de Zurich entre 1904 et 1908. Ensuite, jusqu'en 1919, il est maître secondaire à Zurich-Wiedikon. En parallèle, entre 1910 et 1918, il suit des études de langues et de littératures allemandes et anglaises aux universités de Londres et de Zurich, suivi par un doctorat à Zurich en 1918. Entre 1919 et 1950, il enseigne l'allemand et l'anglais à l'école cantonale de commerce à Zurich. Il publie en 1948 la première grammaire Zürichdeutsche Grammatik. En collaboration avec Jacques Marius Bächtold, il prépare un dictionnaire de dialecte zurichois (Zürichdeutsches Wörterbuch für Schule und Haus, 1961). Il s'installe au Mexique en 1955 et meurt dans la capitale de ce pays le 17 mai 1957.